# Епархия Вифлеема
Епархия Вифлеема (лат. Dioecesis Bethleemitana) — титулярная епархия Римско-Католической церкви с центром в городе Вифлеем, Палестина.

## История
В 1099 году, когда Иерусалим был завоёван крестоносцами, на северной стороне от базилики Рождества Христова был построен монастырь августинского ордена, в котором стала размещаться резиденция новоназначенного католического епископа Вифлеема. Православное духовенство, ранее служившее в базилике Рождества Христова, было изгнано и его заменили латинские священники. На Рождество 1100 года Балдуин I Иерусалимский был коронован в Вифлееме и стал первым королём Иерусалима. В этом же году по просьбе Балдуина I Римский папа Пасхалий II учредил католическую епархию в Иерусалиме, ординарий которой стал называться Латинским патриархом Иерусалима. Резиденцией Латинского патриарха стал Вифлеем.
В 1168 году Гильом IV дал разрешение Вифлеемскому епископу поселиться во Франции в городе Кламси в случае, если Иерусалим будет захвачен мусульманами. В 1187 году Салах ад-Дин отбил Иерусалим у крестоносцев и латинское духовенство вернуло управление Базиликой Рождества Христова Православной церкви. В 1192 году Салах ад-Дин разрешил находиться в базилике Рождества Христова двум латинским священникам и двум дьяконам. В 1223 году Латинский патриарх переехал в Кламси и управлял своей епархией в течение 600 лет вплоть до Французской революции 1789 года.
В 1229 году Иерусалим на недолгое время вернулся в руки крестоносцев в соответствии с договором между императором Священной Римской империи Фридрихом II и султаном из династии айюбидов аль-Мали аль-Камиль. В 1250 году с приходом к власти мамлюкского султана Бейбарса I в Иерусалиме начались притеснения христиан. В 1263 году латинское духовенство покинуло Иерусалим и поселилось в Вифлееме в августинском монастыре, примыкающем в базилике Рождества Христова.
В феврале 1413 года французский король Карл VI подтвердил привилегии епископа Вифлеема проживать в Кламси. Римский папа определил небольшой участок, состоящий из резиденции епископа и церкви Пресвятой Девы Марии в Кламси, который входил в юрисдикцию вифлеемского епископа.
29 ноября 1801 года после конкордата с Францией Римский папа Пий VII издал буллу Qui Christi Domini, которой упразднил епархию Вифлеема.
3 июля 1840 года Римский папа Григорий XVI издал бреве In amplissimo, которым придал ординариям территориального аббатства Сан-Маурицио-де-Агауна в Швейцарии титул Вифлеемского епископа. C 17 июля 1987 года этот титул больше не присваивался.

## Ординарии епархии

### В Вифлееме
- епископ Аскетим (1110—1124);
- епископ Ансельм (1132—1139);
- епископ Жерар I (1147);
- епископ Рауль (1147—1173);
- епископ Альберт (1175—1186);
- епископ Пьер I (1204—1206);
- епископ Ренье (1208—1223),

### В Кламси
| - епископ Жоффруа де Перфекти (1224—1247); - епископ Тома Аньи де Лантини (1225—1263) — назначен епископом Козенцы; - епископ Гальяр д’Урсо (1263—1275); - епископ Юг де Кюрти (1279—1296); - епископ Дюранд; - епископ Жерар де Жизор (? — 1300); - епископ Вульфран д’Абвиль (1301—1316); - епископ Жан д’Эгглесклифф (1317); - епископ Пьер II (1347—1355); - епископ Адемар де Ла Рош (1363) — назначен епископом Сен-Поль-Труа-Шато; - епископ Гильом де Валлан (1381) — назначен епископом Эврё; - епископ Жан де Женанс (1391); - епископ Филипп Фрамон (1395); - епископ Гильом де Мартеле (1401—1402); - епископ Жан Лами (1402—1407) — назначен епископом Сарла-ла-Канеды; - епископ Ланфран (1407- ?); - епископ Жерар III (1409); - епископ Мишель Корделье (1410—1420); - епископ Жан Маршан (? — 1422); - епископ Лоран Пинон (1422—1424) — назначен епископом Суассона; - епископ Жан дн Ла Рош (1428—1433) — назначен епископом Кавайона; - епископ Доминик (1434—1436); - епископ Арнуль-Гильом де Лимонн (1436—1457); - епископ Жиль д’Осер (1457); - епископ Этьен Пилеран (1457—1462); - епископ Жан Беретен (1462); - епископ Антуан Бюиссон (1464—1468); - епископ Франсуа I (1468—1472); | - епископ Кристоф ЛАми (1472—1477); - епископ Жан Пилори Билар (1477 — ?); - епископ Бертран д’Одижье (1481—1484); - епископ Пьер де Сен-Максимен (1489—1492); - епископ Юбер (1492); - епископ Жак Эмере (1492—1497); - епископ Жан Л’Апотр (1498); - епископ Антуан Куанель (де Кренель) (1501—1512); - епископ Мартен Байё Кроткий (1512—1521); - епископ Филибер де Божё (1521—1555); - епископ Доминик Флелен (1555—1558); - епископ Юрбен Реверси (1558—1560); - епископ Антуан Трюссон (1560—1568); - епископ Шарль Бурбонна (1568—1579); - епископ Луи Эбер (1579—1584); - епископ Симон Журден (1584—1591); - епископ Луи Клевский (1605—1609); - епископ Жан Клевский (1615—1619); - епископ Андре де Созеа (1623—1644); - епископ Жан Франсуа де Бонтан (1644—1650); - епископ Кристоф д’Отье де Сисго (1651—1663); - епископ Франсуа де Батайе (1664—1701); - епископ Луи де Санлек (1701); - епископ Шерюбен-Луи Ле Бель (1701—1738); - епископ Луи-Бернар Ла Таст (1738—1754); - епископ Шарль-Мари де Келен (1754—1777); - епископ Франсуа Камиль Дюранти-Лиронкур (1777—1801). - Епархия упразднена. |  |

### Титулярные епископы
Титулярными епископами с 1840 года по 1987 год назначались ординарии территориального аббатства Сан-Маурицио-де-Агауно.
- Этьен-Бартелеми Багну (1840—1888);
- Жозеф Паккола (1889—1909);
- Жозеф-Эмиль Аббе 1909—1914
- Жозеф-Тоби Марьетан (1914—1931);
- Бернар Алексис Бюркье (1932—1943);
- Луи-Северен Алле (1943—1987).

## Источник
- Pius Bonifacius Gams, Series episcoporum Ecclesiae Catholicae, Leipzig 1931, стр. 516—517  (лат.)
- Konrad Eubel, Hierarchia Catholica Medii Aevi, vol. 1 Архивная копия от 9 июля 2019 на Wayback Machine, стр. 134—135; vol. 2 Архивная копия от 4 октября 2018 на Wayback Machine, стр. XVI e 105; vol. 3 Архивная копия от 21 марта 2019 на Wayback Machine, стр. 133; vol. 4 Архивная копия от 4 октября 2018 на Wayback Machine, стр. 114; vol. 5, стр. 119; vol. 6, стр. 122  (лат.)
- Булла Qui Christi Domini, in Bullarii romani continuatio, Tomo XI, Romae 1845, стр. 245—249  (лат.)
- Breve In amplissimo, Bullarium pontificium Sacrae congregationis de propaganda fide, tomo V, Romae 1841, стр. 196   (лат.)
- L. de Sivry, Dictionnaire de Géographie Ecclesiastique, p. 375, edizione del 1852. Archivi ecclesiastici delle lettere inviate dai vescovi in partibus infidelium di Betlemme ai vescovi di Auxerre.
- De Sandoli, Sabino (1974). Corpus Inscriptionum Crucesignatorum Terrae Sanctae., Studium Biblicum Franciscanum 21: 193—237
- Bruno Figliuolo, Chiesa e feudalità nei principati latini d’Oriente durante i X—XII secolo, Chiesa e mondo feudale nei secoli X—XII: atti della dodicesima settimana internazionale di studio Mendola, 24-28 Agosto 1992, Vita e Pensiero, 1995. ISBN 978-88-343-1241-4